# Pic d'Hispaniola
Melanerpes striatus
Ne doit pas être confondu avec Pic dominicain.
Espèce
Statut de conservation UICN

 LC  : Préoccupation mineure
Le Pic d'Hispaniola (Melanerpes striatus) est une espèce d'oiseaux appartenant à la famille des Picidae. Espèce endémique de l'île d'Hispaniola (regroupant Haïti et la République dominicaine), c'est un oiseau de taille moyenne aux couleurs caractéristiques noir et jaune. C'est une espèce monotypique qui présente la particularité d'être le seul représentant des Melanerpes à vivre en colonie.

## Taxinomie
Décrit par Philipp Ludwig Statius Müller, en 1776, le Pic d'Hispaniola prend le nom scientifique de Melanerpes striatus en référence à son plumage dorsal nettement « strié », alternant le noir et le jaune. Le nom du genre Melanerpes vient du grec melas signifiant « noir » et herpēs signifiant « grimpeur ».
Membre des vingt-quatre espèces qui composent le genre, il est possible qu'il ait évolué à partir d'espèce présente exclusivement sur le continent nord-américain,. Cependant, la phylogénie du genre Melanerpes est celle qui est la moins connue parmi la famille des Picidae dont la divergence en trois sous-familles – Jynginae, Picumninae et Picinae (à laquelle appartient Melanerpes) – date d'il y a 30 à 20 millions d'années à l'Oligocène ou du Miocène inférieur.
Le Pic d'Hispaniola ne doit pas être confondu avec le Pic dominicain ou Pic blanc, qui doit son nom à son plumage ressemblant à l'habit des moines dominicains.

## Répartition et habitat
Melanerpes striatus est un pic endémique de l'île d'Hispaniola. Il constitue le seul membre de la famille des Picidae à vivre dans l'île avec le Piculet des Antilles.

## Description
Le Pic d'Hispaniola est une espèce de pics de taille moyenne, robustes, pesant de 56–99 g et présentant un dimorphisme sexuel tant au niveau du plumage que de la taille – avec de fortes différences entre mâles et femelles –, notamment au niveau du bec qui est en moyenne 21 % plus long chez le mâle.

## Comportement
Le Pic d'Hispaniola présente la caractéristique, au sein de la famille des Melanerpes, d'être totalement non territorial et de vivre en colonie : il ne défend, de ses congénères, que l'entrée immédiate de son nid. De manière probablement liée, il présente également la spécificité de très peu pratiquer le tambourinage, comportement en principe typique de la famille des Picidae.
Son vol n'est que rarement ondulé, n'alternant que peu de séries de battements d'ailes avec des phases de chute libre. Contrairement aux autres pics insulaires de sa famille, il pratique un peu la chasse au vol, mais comme eux se sert abondamment d'enclumes pour découper ses proies et les fruits qu'il consomme. La recherche de sa nourriture s'effectue à 80 % dans le bois mort.
Les nids du Pic d'Hispaniola sont creusés indifféremment dans les troncs d'arbres morts ou vivants, principalement de palmiers royaux ou des cocotiers. Le nourrissage des oisillons se fait un tiers du temps en rapportant la nourriture au bec et deux-tiers du temps par régurgitation du contenu de l'œsophage.